# 高嶋博視
高嶋 博視（たかしま ひろみ、1952年（昭和27年）4月25日 - ）は、日本の海上自衛官。最終階級は海将。第40代横須賀地方総監。2011年（平成23年）3月の東日本大震災の際、被災者救援、東京電力福島第１原発事故などの対応を指揮した。

## 略歴
香川県出身。1975年（昭和50年）3月、防衛大学校本科第19期卒業。
同年、海上自衛隊入隊。1986年（昭和61年）7月、3等海佐昇任。1989年（平成元年）7月、2等海佐昇任。1990年（平成02年）3月、海上幕僚監部人事課勤務。1993年（平成05年）6月、在ノルウェー日本国大使館付防衛駐在官。
1994年（平成06年）7月、1等海佐昇任。1996年（平成08年）9月、練習艦隊司令部幕僚。1997年（平成09年）10月、統合幕僚会議事務局第4幕僚室長中期班長。1998年（平成10年）12月、第2護衛隊群第6護衛隊司令。2001年（平成13年）1月11日、統合幕僚会議事務局第3幕僚室通信電子調整官兼通信電子室長。同年12月3日、護衛艦隊司令部幕僚長
2002年（平成14年）3月22日、海将補昇任。同年11月8日、第1護衛隊群司令（第4次インド洋派遣海上支援部隊指揮官）。2004年（平成16年）8月30日、海上幕僚監部人事教育部長
2007年（平成19年）7月3日、海将昇任、第32代護衛艦隊司令官就任。2008年（平成20年）11月7日、第4代統合幕僚副長。2010年（平成22年）7月26日、第40代横須賀地方総監就任。
2011年（平成23年）3月から7月まで東日本大震災における海災部隊指揮官として災害派遣に従事。
同年8月5日、退官。
同年11月1日、日本無線再就職（顧問）。
2022年（令和04年）4月29日、瑞宝中綬章受章。

## 栄典
- 瑞宝中綬章 - 2022年（令和4年）4月29日

## 著書
- 『武人の本懐　FROM THE SEA　東日本大震災における海上自衛隊の活動記録』（講談社、2014年2月21日、ISBN 978-4062188371）[2]
- 『指揮官の条件』（講談社現代新書、2015年10月20日、ISBN 978-4062883399）
  - 台湾・繁体中国語訳版『艦長不能說不知道，艦長永遠有答案』（大是文化、2017年6月1日、ISBN 978-9869458061）
- 『ソロモンに散った聯合艦隊参謀 伝説の海軍軍人 樋端久利雄』（芙蓉書房出版、2017年3月22日、ISBN 978-4829507070）[6]